# 김성남 (탁구 선수)
김성남(?~)는 조선민주주의인민공화국의 탁구 선수이다. 2012년 하계 올림픽 남자 개인전에 참가했지만, 1라운드에서 패배했다.